# پاتریک هویزینگر
پاتریک هویزینگر (انگلیسی: Patrick Heusinger؛ زادهٔ ) یک هنرپیشه، و بازیگر سینما اهل ایالات متحده آمریکا است. وی از سال ۲۰۰۵ میلادی تاکنون مشغول فعالیت بوده‌است.
از فیلم‌های معروف او می‌توان به بازی در فیلم جک‌ریچر: هرگز بازنگرد اشاره کرد.